# Арістіпп із Кирени
Арісті́пп Киренський (давньогрец: "Ἀρίστιππος") (бл. 435 — 355 рр. до н. е.) — давньогрецький філософ-ідеаліст, учень Сократа. Засновник киренської школи, представники якої визнавали, що речі існують поза свідомістю людини, але вони непізнаванні, людям доступні лише відчуття цих речей. Арістіпп — творець гедоністичної етики, за якою мета людського життя полягає в задоволенні й насолоді. Проте людина, твердив Арістіпп, не повинна бути рабом насолод.